# Пупулин, Франко
Франко Пупулин (итал. Franco Pupulin, 1960) — коста-риканский ботаник итальянского происхождения.

## Биография
Франко Пупулин родился в Италии в 1960 году.
Пупулин учился в Италии и, заинтересованный Орхидеями, он переехал в Центральную Америку.
Как специалист по растениям семейства Орхидные Франко Пупулин находится в Коста-Рике в течение нескольких лет. Он является профессором и исследователем на Estación Experimental Jardín Botánico Lankester (JBL-UCR).
В настоящее время Пупулин координирует программы сотрудничества с Музеем естествознания Флоридского университета, США, Университетом делья Туссиа, Италия, Гербарием Гарвардского университета и Королевскими ботаническими садами Кью.

## Научная деятельность
Франко Пупулин специализируется на семенных растениях.

## Публикации
- Vanishing Beauty: Native Costa Rican Orchids, F. Pupulin, Universidad de Costa Rica, julio de 2005.